# Barlám és Jozafát
Szent Barlám és Jozafát legendája indiai eredetű legenda. Buddha történetének keleti keresztény átdolgozása. A görög változatot a hagyomány szerint Damaszkuszi Szent János írta, ennek 12. századi rövidített latin fordítását veszi át Jacobus de Voragine a Legenda Aurea-ban (Arany legenda).
Magyar nyelven először a Kazinczy-kódexben volt olvasható, amely kódexet a 16. században az óbudai klarisszák számára készítettek, és melynek elsődleges forrásaként az Legenda Aurea-t tartjuk.

## A legenda cselekménye
India pogány istenekben hívő királyának, Avennirnek (aki már a történet elején kinyilatkoztatja a keresztényekkel szembeni ellenszenvét), megszületik elsőszülött fia, akinek a neve Jozafát. A király örömében összehívat számos csillagjóst annak érdekében, hogy azok megjósolják fia jövőjét, akik közül az egyik azt a próféciát fogalmazza meg, miszerint a királyfi megtagadja majd apja isteneit és az uralkodói tisztséget és kereszténnyé lesz. Ezt hallva az apa mindent megtesz annak érdekében, hogy elkerülje a prófécia beteljesülését, ezért fiát egy gyönyörű, de elzárt palotában nevelteti fel. A fiú az elzártságot megelégelve meggyőzi apját, hogy kibocsájtást nyerjen a városba, ahol megismeri az emberi létnek keservességét: a betegséget, az öregséget és a halált. A városban szerzett tapasztalatai felébresztik kíváncsiságát és vágyát aziránt, hogy ezeket a keserveket legyőzze. Erről az igaz vágyról szerez tudomást, egy isteni sugallatot követően, Barlám, a pusztában élő remete szerzetes, akinek sikerül a fiú közelébe kerülnie és szívébe férkőznie: megkereszteli Jozafátot, majd visszamegy a pusztába. Miután Avennir tudomást szerez arról, hogy fia felvette a keresztény hitet, éktelen haragra gerjed, és mindent megtesz azért, hogy fiát eltántorítsa a Krisztusi hittől, de sikertelenségét látva átadja fele uradalmát fiának, majd pedig fiának köszönhetően jómaga és egész népe is keresztény hitre tér. Jozafát ezt követően elhagyja a birodalmat és Barlám után megy a pusztába, akit hosszas keresgélés után lel fel, majd annak évek múlva bekövetkezett halálát (és temetését) követően még harmincöt évet él egyedül a remetei élet gyönyöreiben és nehézségeiben, minekután követi Barlámot a mennyországba. Halálhírükről tudomást szerezve, a holttestüket India új királya Jozafát egykori városába vitette és nagy pompával eltemette. Majd végül, az elbeszélő a legenda zárlatában bizonyságot tesz róla, hogy történetünk szereplőinek sírjánál számos csoda történt.

## A legenda műfaji összetettsége
A történet címéből kiindulva, műfaji szempontból a legendák közé sorolhatjuk be a művet, ám a Kazinczy-kódexben fellelhető változat esetében egy műfajilag igen összetett irodalmi alkotással találkozhatunk, hiszen az „életrajzi” műbe beékelődik hat darab példázat is.

### Első példázat
Példa a ládákról: bár a történetbe hat teljesen különálló történetként is felfogható példázatot találunk, ezeket megelőzni látszik ez a „rávezető” exemplum, amely meghatározza azt a kritériumot, amely a következő történetek hiteles befogadását elősegíti: a belső szépségre való összpontosítást, amely a vis cognitiva, azaz a megismerési képesség által valósulhat meg. Ez a példázat Barlámnak a Jozafáttal való első találkozásakor hangzik el, és megteremti azt a viszonyulási feltételt, amelyet Jozafátnak követnie kell: az ifjúnak tisztában kell lennie azzal, hogy az arannyal és drágakövekkel díszített ládák, amelyek „azokhoz hasonlatosok, kik kívül drága ruhákkal őtöztetnek, belől kegyég bínöknek dohohosságával teljesök” a lélek teljességének roncsolói, ám a szőrrel bevont ládák azokhoz hasonlatosak, akik belső lelki szépséggel rendelkeznek és „kik kívöl jóllehet hogy alávaló ruhákkal őtöztessenek, de maga belöl mindön lelki jószágoknak illatjával fennek”.

### Második példázat
Példa a fülemüléről: ezzel az exemplummal Jozafát akkor ismerkedik meg, mikor már tisztában van a kereszténységnek alapinformációival (teremtés, Jézus születése, a véráldozat, feltámadás). Ennek fényében Barlám most arra készteti példájával az ifjú herceget, hogy az felfedezze az igaz hit és a bálványimádás közötti különbséget. Ehhez lényegileg egy fabulát használ fel, melyben egy kismadár világít rá az emberek balgatagságára és fő tanulsága egy kiterjesztett metaforában rejlik, miszerint: „soha oly állatot, ki meg nem fogathatik, igyeközjél megfognod. Az másik: az megtalálhatatlan jószágról soha ne bánkódjál. Harmadik: hihetetlen beszédöt soha ne higgy”.

### Harmadik példázat
Példa az egyszarvúról és a verembe esett emberről: a Jozafát számára elmondott tanító szándékú történetek közül a harmadik a „világi hamis gyönyörőségök ellen és hiúságok ellen" szól, és erősen allegorikus jellege van, ami a szövegbe ékelt nyelvi képek sokrétűsége által jön létre: az egyszarvú elől menekülő ember történetét meséli el. A szövegbetét minden szereplője egy-egy a földi létezéssel kapcsolatban lévő elemet jelöl: az unikornis a halál jelképe, az előle menekülő ember, aki egy verembe esik a világba született egyént jelképezi. A verem alján lévő sárkánytól, azaz a pokol kínjától való rettegés miatt az ember a verem falán lévő bokorba kapaszkodik, amely az életét jelképezi. Ennek a bokornak, azaz a saját életének, a gyökerét rágó egerekkel (melyekből „egyik fehér vala, a másik fekete”, azaz a nappalok és éjjelek) nem törődve, a verem tetejéről csöpögő mézet, azaz az értéktelen világi örömöt, akarja elérni.

### Negyedik példázat
Példa az emberről, kinek három barátja van: az előző példázathoz hasonlóan ez is erősen illusztratív, allegorikus jellegű szöveg, melynek során Jozafát (és az olvasó is) egy elvont értekezés megfejtőjévé válhat. Ez az elvontság, az előző történetekhez is illeszkedve, magában a történetben és annak szereplőiben is megragadhatóvá válik, amelyek összefogják és kihangsúlyozzák a szövegben rejlő üzenetet: a lélek szépségei elsőrendűek, az anyagi szépségek elveszítik értéküket a földi létezés bevégeztével. Az exemplum hagyományosnak tekinthető szereplői (a bajbajutott ember, a három barát és a király) mind egy-egy elvont fogalmat hivatottak jelképezni (a világi gazdagságot, a családot, illetve a hitet, reménységet és szent szeretet).

### Ötödik példázat
Példa egy nagy városban lakó polgárokról: ennek az allegorikus exemplumnak strukturális gondolatmenete is hasonlatos az előbbiekben említett példázatokkal: a valós világhoz kapcsolódó szereplők és helyszínek használata a történetben fölülírja a fikció hagyományos értelemben vett jelentését, azáltal mond többet, hogy keveset közöl, ezáltal pedig egy olyan többlettel találkozhatunk, amely meghaladja a puszta keresztényi meglátást és megláttatást. Maga a történet egy olyan királyról szól, aki az elődjének példájából okulva (az előző király belefeledkezve az egy évig tartó „gyönyörbe” nem gondolt jövőjére, és bár tudta, hogy a fényűzést trónfosztás és száműzetés fogja követni, nem készült fel rá megfelelően, így száműzetését követően a szigeten „mezítelen és éhhel kell vala meghalnia") előre gondolkodott és tudva száműzetésének helyszínét „temérdök kéncsöt kilde” oda és így az egy évnyi bőséget, amelyet a nagyvárosban megélt, kiteljesedik és igazi gyönyörré válik. A történetet követő magyarázatból pedig kiderül a teljes cselekményszálon végigfutó allegória jelentése: a város a világot jelképezi, melynek királya(i) az ember(ek), lakói pedig olyan „pokolbeli fejedelmek”, amelyek az embereket mulandó és hamis földi gyönyörökkel kecsegtetik, minekután az örök elmúlásba száműzik. A második király által a szigetre küldött kincsek pedig a „szent alamizsnát” jelölik, melyek fölülmúlva a világi örömöket, örök élethez vezetnek.

### Hatodik példázat
Példa a szegényemben szűzleányról: ennek az exemplumnak az elhangzásakor, a történetben szereplő ifjú, Jozafát, szíve már telve volt a keresztényi gondolkodással, és a Barlám társaságában történő, pusztai életre áhítozott. Mindennek ellenére a történet célja, hogy türelemre intse a fellelkesült Jozafátot. A történet egy gazdag ifjúról szól, aki ellenszegülve a szülői akaratnak, megfutamodott az anyagias érdekektől átitatott házasság elől. Az ifjú egy városba érkezvén megismerkedett egy szegény szűzzel és annak apjával, majd látva a szűz lelkének tisztaságát, lemondott saját gazdagságáról, és a szűz apjának beleegyezésével feleségül vette a tiszta lelkű szüzet. Az ifjú miután bebizonyította, hogy megtisztult az őt jellemző anyagiságtól, betekintést nyert a tiszta lelkű lány apjának „ágyasházába”, ahol tömérdek kincset látott, melyeket az addig szegénynek hitt embertől mind megkapott. Az eddigi történetekre jellemző egyszerű alakok ebben a példázatban is elvont entitásokra utalnak. Annak ellenére, hogy ezt a szövegbetétet nem követi Barlám magyarázata, a történet szövegkörnyezetéből könnyedén azonosíthatjuk azokat: az ifjú, aki elmenekült a szülői háztól magát Jozafátot hivatott ábrázolni, a tiszta lelkű szűz Jézus Krisztus jelképe, aki földi szenvedéseivel nem törődve mindig az Atya dicsőítésére törekedett, míg a történetben megjelenő öregember Isten képét tükrözi, allegorikus alakban.
A mindennapi szereplők használata a példázatokban azt eredményezi, hogy a fikció irodalomban használt meghatározása kitágul és az exemplumokban használt képek és jelképek önmagukban és kibontakozásukban is nem várt hatást eredményeznek.

## Magyarul
- Szöveggyűjtemény a régi magyar irodalom történetéhez – Középkor (1000–1530): Szent Barlám és Jozafát legendája. (Kazinczy-kódex): http://sermones.elte.hu/szovegkiadasok/magyarul/madasszgy/index.php?file=374_386_Barlam_Jozafat
- Szent Barlaan remetének és Szent Josaphat indiai királynak élete; Beimel Ny., Esztergom, 1830
- Damascenus János: Az Szent Barlám és Szent Jozafát királyfi életéről való igön szép legenda; Kner, Gyoma, 1922 (Monumenta literarum)

## Ajánlott irodalom
- Simon Róbert: Buddha vagy Jézus? Barlaam és Joszaphát a vallások keresztútján; Corvina, Bp., 2017 (Keleti források)
- Rudolf von Ems: Barlaam und Josaphat (cc1220)
- Belleczy Péter: Josaphat és Barlaam, dráma (1631)
- Mihelics Vid: Barlaam és Josaphat történetének eredete (1951)
- Barlám és Jozafát legendája. In: Középkori magyar írások (Bp., 1957)
- Szent Barlám és Jozafát. In: Legenda Aurea (Bp., 1990)
- Germanus Gyula: Allah Akbár, Szépirodalmi Könyvkiadó, 1979. V. kiadás. 91-92. old.
- Gábor Csilla: Religió és retorika (Kolozsvár, KOMP-PRESS, 2002)
- Klaus Seybold: Beszédcélok, Narratív retorika (ford. Garami András, Horváth Imre) = Narratívák 9: Narratív teológia, szerk. Thomka Beáta (Bp., Kijárat Kiadó, 2010)